# Acidente ferroviário

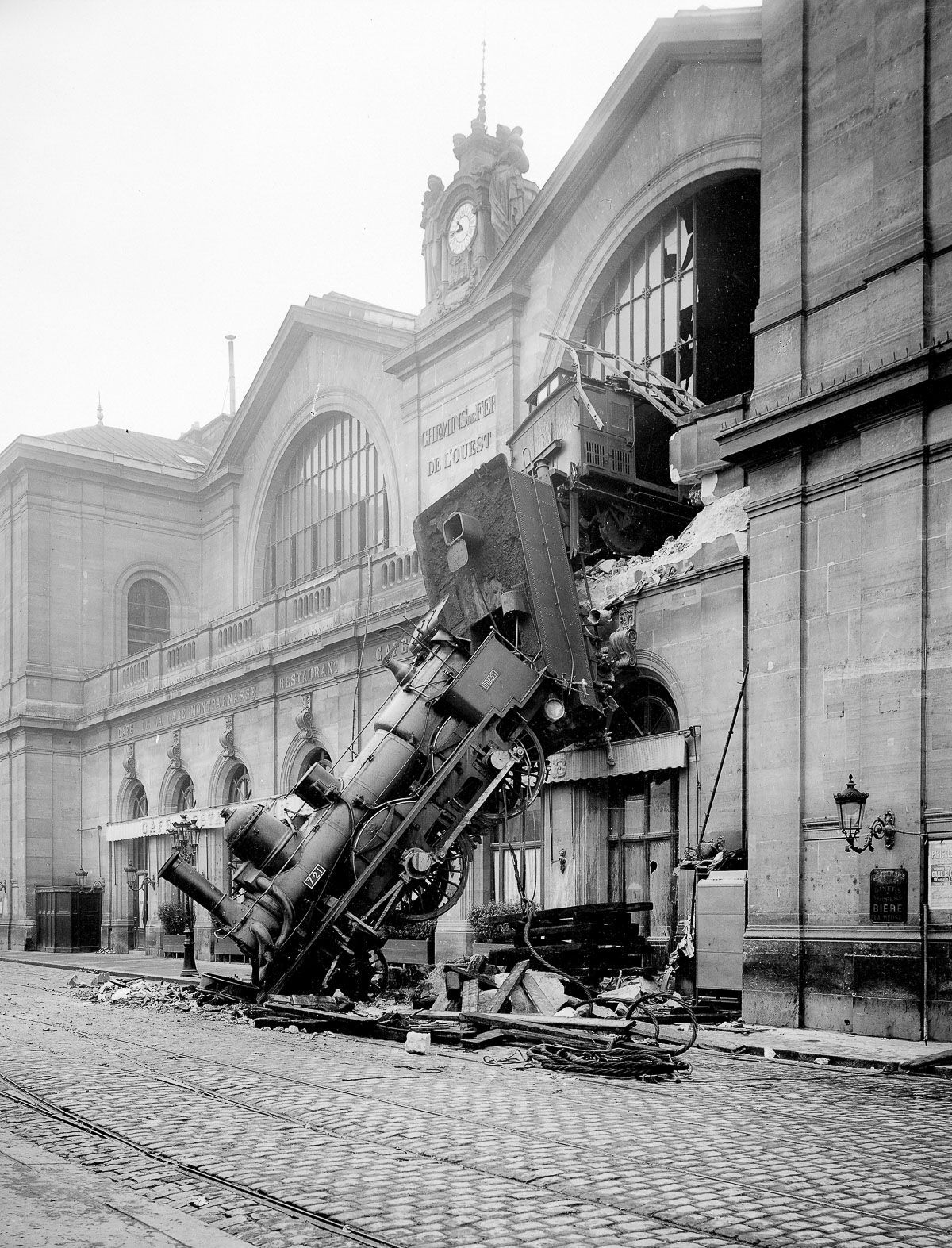
Acidente do Expresso Paris-Granville na gare Montparnasse (Paris, 22 de Outubro de 1895). O filme A Invenção de Hugo Cabret (2011), cuja história se passa em 1931, reproduz a cena do acidente.

Acidente ferroviário é o que envolve um ou mais trens durante sua operação em ferrovias.

## Causas
Alguns acidentes ferroviários são causados por:
- Descarrilamento, quando um ou mais rodeiros (ou truques) saem dos trilhos.
- Colisão entre trens, automóveis (em passagens de nível) e ou edificações (após descarrilamento)
- Incêndio
- Explosão de caldeira (no caso de locomotivas a vapor)
- Colapso estrutural de pontes, túneis, via permanente (erosão do solo, deslizamentos de terra,etc)
- Fadiga estrutural de trilhos, rodas e demais equipamentos.
- Falhas de equipamentos de sinalização
- Falha humana
- Sempre que ocorram danos materiais e/ou humanos é um acidente. Quando assim não for trata-se de um incidente.

## Os 10 acidentes ferroviários com maior número de vítimas mortais
| 1º  | c.1700            | Peraliya            | 26 de dezembro de 2004  | Descarrilamento após sismo e tsunami                                     |
| 2º  | c. 800            | Rio Bagmati         | 6 de junho de 1981      | Descarrilamento e queda no rio após um ciclone, falha de freios          |
| 3º  | c. c.600 / c.1000 | Ciurea              | 13 de janeiro de 1917   | Falha no sistema de freios provoca descarrilamento, colisão e incêndio . |
| 4º  | 575               | Asha                | 4 de junho de 1989      | explosão de gasoduto próx. Transiberiana atinge 2 trens                  |
| 5º  | 540               | Modane              | 12 de dezembro de 1917  | Descarrilamento de um trem militar na entrada do túnel de Fréjus         |
| 6º  | 521               | Balvano -           | 3 de março de 1944      | Intoxicação por monóxido de carbono após pane de trem no túnel Armi      |
| 7º  | 500               | Torre del Bierzo    | 16 de janeiro de 1944   | Colisão em túnel e incêndio                                              |
| 8º  | 428               | Awash, Afar         | 13 de janeiro de 1985   | Descarrilamento e queda em desfiladeiro                                  |
| 9º  | 383               | entre Cairo e Luxor | 20 de fevereiro de 2002 | Incêndio a bordo                                                         |
| 10º | c.350             | Nova Delhi          | 20 de agosto de 1995    | colisão entre 2 trens                                                    |

### No Brasil
| 1º  | c. 185  | Aracaju                           | 7 de março de 1946      | Descarrilamento por excesso de velocidade                                                                                |
| 2º  | 128/140 | Estação Mangueira, Rio de Janeiro | 8 de maio de 1958       | Colisão entre dois trens elétricos                                                                                       |
| 3º  | c.119   | Anchieta, Rio de Janeiro          | 4 de março de 1952      | Descarrilamento por quebra de trilho ocasiona choque entre trem de carga e de passageiros                                |
| 4º  | c. 110  | Tanguá                            | 6 de abril de 1950      | Descarrilamento após queda de ponte                                                                                      |
| 5º  | c. 100  | Estação Pojuca - Pojuca           | 31 de agosto de 1983    | Descarrilamento de trem cargueiro de combustíveis seguido de explosão                                                    |
| 6º  | c. 68   | Estação Fanfa - Triunfo           | 26 de janeiro de 1968   | Choque entre trem cargueiro de 689t com trem misto (passageiros e carga), após trem cargueiro não respeitar sinalização. |
| 7º  | c. 58   | Itaquera, São Paulo               | 17 de fevereiro de 1987 | Choque entre trens de passageiros após um deles não respeitar sinal semafórico de pare                                   |
| 8º  | 54/80   | Estação Paciência                 | 8 de março de 1958      | Choque entre 4 trens, sendo 3 parados por colisão anterior em baixa velocidade.                                          |
| 9º  | 54      | Nova Iguaçu                       | 7 de junho de 1951      | Choque entre trem e caminhão tanque em passagem de nível                                                                 |
| 10º | 53      | Piquet Carneiro                   | 17 de dezembro de 1951  | Descarrilamento por excesso de velocidade e acionamento indevido dos freios de emergência por um passageiro              |
| 11º | 50      | Estação Engº Goulart , São Paulo  | 5 de junho de 1959      | Choque entre 2 trens de passageiros após um deles ser autorizado a partir por engano                                     |
| 12º | 40 /46? | Antonio Carlos                    | 19 de dezembro de 1938  | Choque entre um trem de passageiros e outro de cargas. Entre os mortos, o jovem escoteiro Caio Martins                   |
| 13º | 33/36   | Estação Olinda , Nilópolis        | 16 de novembro de 1966  | Choque entre 2 trens de passageiros.                                                                                     |
| 14º | 33/35   | Estação de Tucuruvi, São Paulo    | 25 de março de 1944     | Quebra de engate e engavetamento de vagões                                                                               |
| 15º | 28/30   | Estação de Pantojo, Mairinque     | 7 de setembro de 1950   | Descarrilamento por excesso de velocidade;                                                                               |
| 16º | 23/30   | Paraíba do Sul                    | 7 de setembro de 1950   | Choque entre dois trens;                                                                                                 |
| 17º | 23      | Suzano                            | 8 de junho de 1972      | Choque entre trem de passageiros e trem de cargas;                                                                       |

### Em Portugal
| 1º | + 120  | Maceira Dão/Alcafache | 11 de setembro de 1985 | Choque entre comboios de passageiros em via única após um deles ser autorizado a partir por engano.          |
| 2º | 94/102 | Custóias              | 26 de julho de 1964    | Descarrilamento reboque e embate contra ponte após desengate do mesmo                                        |
| 3º | 52     | Linha de Cascais      | 31 de março de 1952    | Desmoronamento de terras sobre a ferrovia.                                                                   |
| 4º | 34     | Saboia (Odemira)      | 13 de setembro de 1954 | Descarrilamento de comboio na Linha do Sul entre o apeadeiro de Pereiras e a estação de Santa Clara – Sabóia |
| 5º | 17     | Recarei               | 26 de abril de 1984    | Colisão em passagem de nível entre comboio e autocarro nas proximidades do apeadeiro de Recarei-Sobreira.    |
| 6º | 14     | Póvoa de Santa Iria   | 5 de maio de 1986      | Colisão entre 2 comboios na estação da Póvoa                                                                 |